# إريك ستين
إريك ستين (بالإنجليزية: Erik Sten)‏ هو سياسي أمريكي، ولد في 1 أكتوبر 1967 بنيو هيفن في الولايات المتحدة.